# Jakub z Nowego Sącza
Jakub z Nowego Sącza (łac. Jacobus de Nova Zandecz) – zakonnik z Nowego Sącza, profesor, a w 1420 roku rektor Akademii Krakowskiej.